# Friedrich Hüttemann
Friedrich Hüttemann (* 9. Mai 1875 in Büderich; † 30. Dezember 1945 in Werl) war ein deutscher römisch-katholischer Priester, Philologe und Verfasser von Kirchenliedern. Er war einer  der Hauptautoren des Sursum Corda und Direktor des Marien-Gymnasiums Werl.

## Leben
Friedrich Hüttemann besuchte die Rektoratsschule in Werl und legte 1895 am Theodorianum in Paderborn das Abitur mit Auszeichnung ab. Daraufhin studierte er Katholische Theologie in Paderborn und Tübingen. In Tübingen wurde er Mitglied der katholischen Studentenverbindung AV Guestfalia. Am 20. März 1899 wurde er im Hohen Dom zu Paderborn durch Bischof Hubert Theophil Simar zum Priester geweiht und war anschließend zwei Jahre lang als Vikar in Essentho tätig.
Danach nahm er erneut ein Studium auf, diesmal das der Germanistik und Klassischen Philologie in Berlin und Halle an der Saale. Er schloss es mit dem Religionslehrerexamen ab und erwarb zugleich die facultas docendi für Hebräisch, Latein, Griechisch und Deutsch. Am 29. April 1905 trat Friedrich Hüttemann in Herford seine erste Stelle als Kandidat des höheren Lehramtes an. Bereits ein halbes Jahr später wechselte er auf eine reguläre Stelle als Studienrat nach Dorsten. Aufgrund seiner Leistungen wurde ihm 1913 der Titel eines Gymnasialprofessors verliehen. 
Als nach dem Tode von Johannes Spieker im Januar 1914 nach einem neuen Direktor des Werler Gymnasiums gesucht wurde, fiel die Wahl am 8. Juli 1914 auf Oberlehrer Hüttemann. Am 10. September trat er sein neues Amt an. In diese Zeit fiel auch die Genehmigung des Schulnamens Marien-Gymnasium und die Anerkennung der Schule als Vollanstalt. Die Kriegsjahre waren dann geprägt von Notabitur, starken Fluktuationen beim Lehrpersonal sowie Knappheit von Lehr- und Lernmitteln. Ab 1925 setzte Direktor Hüttemann mit seinem Kollegium die Vorgaben der Richertsche Gymnasialreform am Marien-Gymnasium um. Die Schule sah er als eine Stätte der Bildung und der Erziehung an (vgl. dazu das unten angeführte Zitat). Als Schulleiter war er für seine strenge und genaue Amtsführung bekannt. Gerhard Bönnemann charakterisierte ihn in der Schulchronik mit folgenden Worten: Hüttemann blieb zeitlebens ein schlichter Mann vom Lande, verschlossen und herb, abhold aller Pose, Äußerlichkeiten bedeuteten ihm nicht viel. Seine Gesundheit war nicht die beste. So hatte er sehr empfindliche Atemwege, dazu kam im Lauf der Zeit ein Herzleiden mit Kreislaufstörungen.
Von den Nationalsozialisten wurde er unter Berufung auf das Gesetz zur Wiederherstellung des Berufsbeamtentums am 23. Juni 1934 seines Amtes enthoben. Nach ihrer Ansicht war ein katholischer Geistlicher nicht dazu geeignet, ein öffentliches Gymnasium „in nationalsozialistischem Sinne“ zu leiten.
Im Ruhestand widmete sich Hüttemann fortan wieder verstärkt seelsorgerischen Aufgaben und schuf die Texte für eine Reihe von Kirchenliedern. Er verfasste zahlreiche wissenschaftliche Beiträge und arbeitete 25 Jahre an der Erstellung des Gesangbuches des Erzbistums Paderborn Sursum Corda mit. Mehr als 30 von ihm verfasste Liedtexte wurden in das Gesangbuch aufgenommen, einige von ihnen gehören zu den meistgesungenen Kirchenliedern. In das ab 1975 in den deutschsprachigen Gemeinden der katholischen Kirche genutzte Gotteslob wurden mehrere Lieder Hüttemanns übernommen, vornehmlich in die jeweils unterschiedlichen Anhänge der Bistümer. Besonders viele Lieder enthält naturgemäß der Paderborner Anhang, aber sie finden sich auch zum Beispiel im Berliner Anhang.
Nach seinem Tod 1945 schenkte seine Familie, dem Wunsch Friedrich Hüttemanns entsprechend, dessen gesamte wertvolle Bibliothek dem Marien-Gymnasium.

## Ehrungen
- 1913 wurde Friedrich Hüttemann der Titel eines Gymnasialprofessors verliehen.
- In Werl ist die Friedrich-Hüttemann-Straße nach ihm benannt.

## Zitat
„Ist es nötig, ins Einzelne zu gehen, zu den zahllosen Gelegenheiten, sich in der Pünktlichkeit zu üben, im Schweigen, im ruhigen Sitzen, in der Beherrschung der Augen, in der unbestechlichen Wahrhaftigkeit und Redlichkeit, in der wohlwollenden Gesinnung gegen unsere Mitschüler, frei von Mißgunst und Schadenfreude wie von Überhebung und Empfindlichkeit? Das sind Kleinigkeiten, gewiß, aber nicht unwichtig; wollten wir übrigens alle ‚Kleinigkeiten‘ aus unserem Leben streichen, bei den meisten bliebe nichts übrig. Der gewissenhafte Mensch kennt jedoch in den Dingen seiner Charakterbildung überhaupt keine Kleinigkeiten, und jede Erziehung, die auf solche Opfer nicht das Hauptgewicht legt, fängt am verkehrtesten Ende an, das heißt: sie fängt gar nicht an.“

## Liedtexte imGotteslob

### Paderborner Anhang
Sämtlich in der Neufassung durch Friedrich Kienecker (1973)
- 827 Zur Welt herab vom Himmelreich
- 840 Herr Gott, vor den wir treten
- 841 Herr, du kamst uns zu erlösen
- 857 Heilger Geist, du Geist der Wahrheit
- 858 Komm, Heilger Geist, du Gotteskraft
- 859 Send deinen Geist, Herr Jesu Christ
- 900 Ich glaube, Herr, mit Zuversicht